# 叮咚买菜
叮咚买菜（：DDL）一款自营生鲜平台及提供配送服务的生活服务类移动应用程序和线上超级卖场。主要提供的产品有蔬菜、豆制品、水果、肉禽蛋、水产海鲜、米面粮油、休闲食品等。由上海壹佰米网络科技有限公司运营并开发。

## 历史
2017年4月由梁昌霖成立于上海，前身为叮咚小区。竞争对手有每日优鲜，天天果园，美团买菜，盒马鲜生和U掌柜等。2019年7月日均订单量已突破40万。
2021年6月29日，叮咚买菜登陆纽约证券交易所，股票代码「DDL」。